# AS Aixoise
AS Aixoise is een Franse voetbalclub uit Aix-en-Provence.
De club speelde één seizoen in de hoogste klasse, in 1967/68. De ploeg werd laatste en degradeerde. Daarna kreeg de club financiële problemen en zakte nog verder weg.
Na twee promoties in 2004 en 2005 speelt de club in de Division Honneur, de hoogste regionale reeks. Thuiswedstrijden worden in het stadion Georges Carcassone gespeeld dat plaats biedt aan 2000 toeschouwers.